# Flash Video
Flash Video er i dag er det mest benyttede format til visning af video-filer på internettet.[kilde mangler] Det bruges som et standardformat og kan spilles af mange medieafspillere, som f.eks Adobe Flash.
| Internet | Spire Denne internet-relaterede artikel er en spire som bør udbygges. Du er velkommen til at hjælpe Wikipedia ved at udvide den. |